# Аминпур
Аминпур — город, расположенный возле Фейсалабада в округе Чайниот провинции Пенджаб в Пакистане. Город является частью ПП-74 (Джанг-II) избирательного округа провинциальной ассамблеи Пенджаба.